# Muscle car

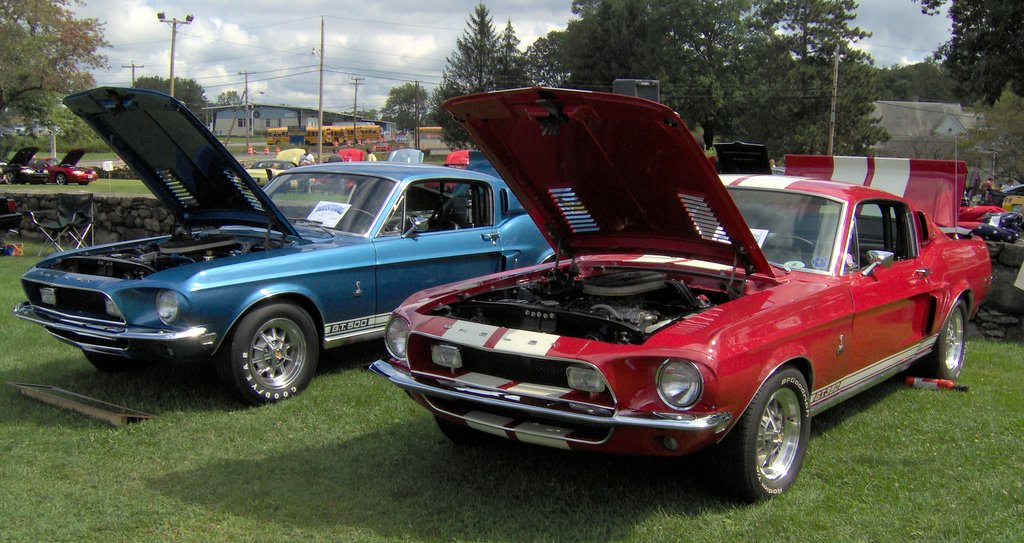
Mustang Shelby GT500 z roku 1967

Muscle car (z ang.) [wym: ˈmʌsəl ˈkɑː] – samochód osobowy o wyjątkowo wysokich osiągach. Termin ten odnosi się głównie do amerykańskich, australijskich bądź południowoafrykańskich modeli z silnikami o dużej pojemności produkowanymi pomiędzy 1964 a 1973 rokiem dla samochodów amerykańskich i 1968 a 1976 rokiem dla samochodów australijskich.

## Definicja
W większości przypadków zwrot „muscle car” (dosłownie: muskularny samochód) odnosi się do samochodów osobowych średniej wielkości z tylnym napędem, dużym silnikiem (przeważnie, aczkolwiek nie zawsze, w układzie V8) i specjalnym przygotowaniem w celu uzyskania maksymalnych osiągów. Traktuje się je jako osobną kategorię samochodów sportowych, odróżniającą się od małych i szybkich pojazdów, często dwuosobowych, przeznaczonych do ulicznych bądź torowych wyścigów. Duże samochody (ang. full size) o wysokich osiągach są zazwyczaj wyłączane z tej kategorii. W najwęższym sensie muscle car odnosiło się do dwudrzwiowych samochodów średniej wielkości wyposażonych w duży silnik V8. Mogły mieć nadwozia typu sedan, coupé, hardtop, fastback lub kabriolet. Innym czynnikiem definiującym klasyczny muscle car jest wiek i kraj pochodzenia. Klasyczny muscle car jest zazwyczaj, ale nie zawsze wyprodukowany w Stanach Zjednoczonych bądź Australii pomiędzy 1964 a 1975.
Alternatywnym wyznacznikiem jest wskaźnik mocy do masy. Przykładowo muscle car jest samochodem, którego wskaźnik mocy do masy wynosi minimum jeden koń mechaniczny na 5,44 kg. Tego typu definicje są jednak bardzo nieprecyzyjne.

## Pochodzenie

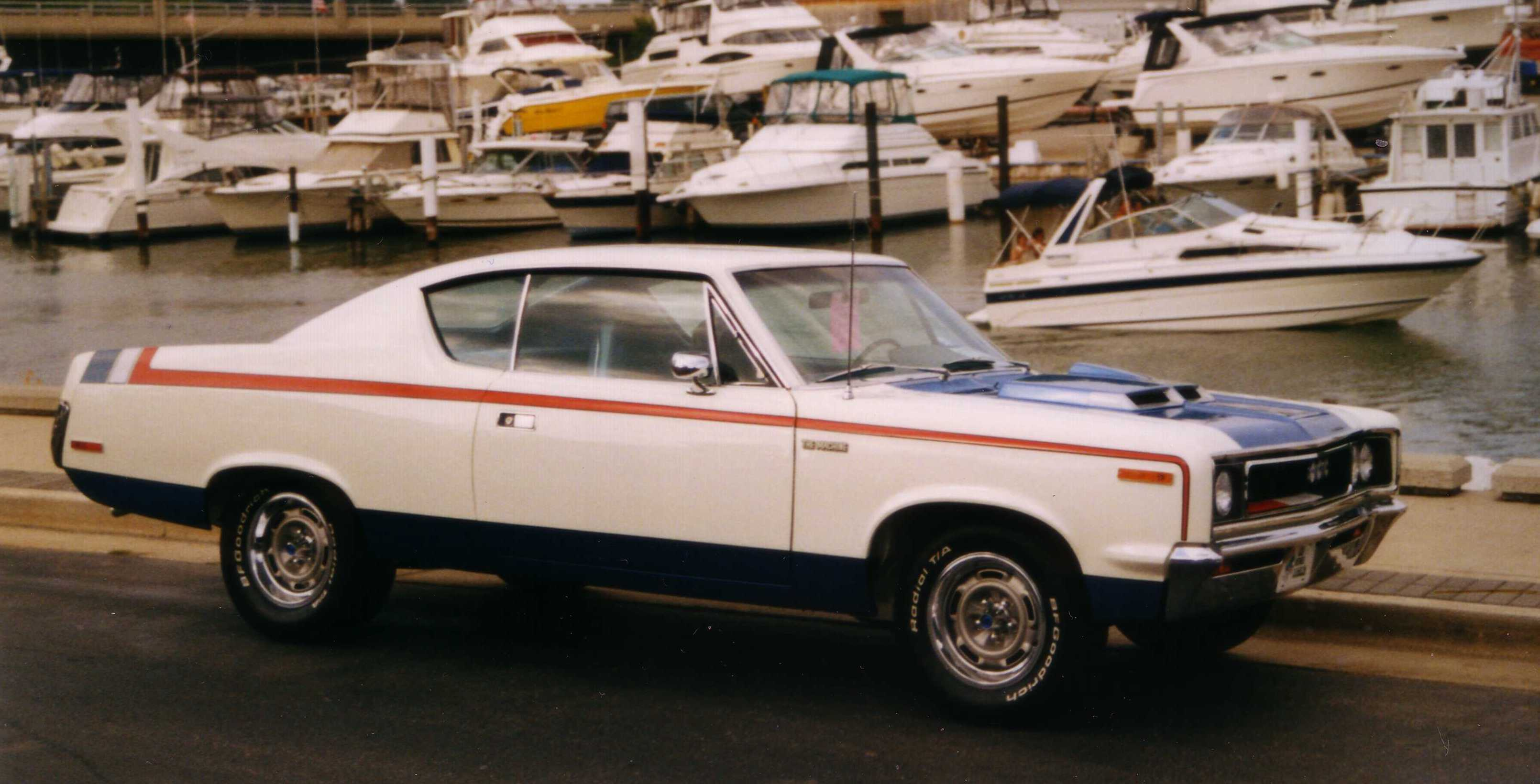
1970 AMC Rebel: "The Machine"

Termin muscle cars jest związany przede wszystkim z motoryzacją amerykańską, rozwijającą się po II wojnie światowej w odmiennych warunkach, niż europejska. Początkowo amerykańscy wytwórcy samochodów stosowali największe i najmocniejsze silniki jedynie w swoich najdroższych modelach samochodów. Były to na ogół duże samochody – według klasyfikacji amerykańskiej, pełnowymiarowe (full-size, odpowiadające klasie średniej-wyższej). Skupianie się na osiągach przez głównych amerykańskich producentów samochodów po wojnie zostało na nowo zapoczątkowane przez serię samochodów Chrysler 300, wprowadzoną  w 1955 roku, które jako pierwsze osiągnęły moc 300 KM. Były one jednymi z protoplastów muscle cars, pomimo że były drogimi i ekskluzywnymi dużymi samochodami, sztandarowymi modelami luksusowej marki Chrysler. Seria 300 w kolejnych odsłonach oznaczanych literami była produkowana przez kolejnych 11 lat.
Od początku lat 60., w związku z rosnącą popularnością wyścigów na 1/4 mili, inni wytwórcy wkrótce także zaoferowali wyższe osiągi w swoich tańszych modelach o standardowych rozmiarach. W 1961 roku Chevrolet wprowadził opcjonalny pakiet sportowy SS z silnikiem o pojemności 409 cali sześciennych (CI) i mocy 360 KM w modelu Impala, a w 1962 roku Dodge umieścił silnik o pojemności 413 CI i mocy 410 KM w modelu Dart, który osiągał prędkość 60 mph (około 100 km/h) w 5,8 sekundy.
Pomysł zamontowania silnika o dużej mocy w lżejszym i tańszym samochodzie średnich rozmiarów został zrealizowany w 1964 w Pontiacu Tempeście z opcją GTO, zawierającą silnik V8 o pojemności 6,4 litra (389 CI), który początkowo rozwijał moc 348 KM. Powstał w ten sposób klasyczny muscle car, uważany za definiujący gatunek. Od 1966 pakiet GTO nie był już tylko dodatkiem, ale stanowił osobny model. W 1967 roku American Motors Corporation (AMC) w samochodzie Rambler Rebel zaprezentowało nowy silnik V8 o pojemności 327 cali sześciennych (5,4 L) i mocy 255 koni mechanicznych (190,2 kW) z czterogardzielowym gaźnikiem (wtrysk paliwa był opcją). Był to tym samym pierwszy amerykański, fabryczny hot rod z nadwoziem typu sedan. Rambler Rebel dostępny był z manualną bądź automatyczną skrzynię biegów i podwójnym systemem wydechowym. Był to najszybszy (od 0 do 96,6 km/h) czterodrzwiowy samochód w Stanach Zjednoczonych przejeżdżający dystans równy jednej czwartej mili (402 m) w 17 sekund.

## Upadek
Popularność tego typu samochodów gwałtownie spadła między innymi ze względu na kryzys paliwowy (silniki V8 są wyjątkowo nieekonomiczne). Mimo tego do dziś w pewnych kręgach samochody te są popularne. Rzadkie modele osiągają zawrotne ceny na aukcjach i są niezwykle poszukiwane.

## Przykłady
- AC Mark VI
- AMC AMX
- Buick GSX
- Buick Skylark
- Chevrolet Chevelle
- Chevrolet Nova
- Dodge Charger
- Dodge Dart
- Dodge Coronet
- Dodge Super Bee
- Ford Falcon
- Ford Torino
- Oldsmobile Cutlass / 442
- Pontiac GTO
- Pontiac Trans Am
- Plymouth Road Runner (oferowany również w wersji Superbird z charakterystycznym spoilerem i bardziej aerodynamiczną przednią częścią nadwozia)
- Plymouth GTX
- Rambler Rebel